# Augustaler
Augustaler (latin Austales) var en medlemmarna av det prästerskap som handhade kulten av den efter sin död till gud upphöjde kejsar Augustus.
I Rom bildade augustalerna ett kollegium av 21 senatorer (sodales augustales). I landsorts- och provinsstäderna fungerade i regel sex augustaler årligen, vilka dock kunde omväljas och även efter ämbetstidens slut behöll titeln agustaler. De utgjorde en särskild rangklass mellan dekurioner och den övriga befolkningen.